# Superclasse (informatica)
Superclasse è un termine utilizzato nella programmazione orientata agli oggetti per indicare una classe generica, non necessariamente astratta, che può essere estesa da una o più sottoclassi, o classi figlie, che ne rappresentano delle versioni specializzate.
Le funzionalità della superclasse vengono ereditate da tutte le classi figlie, che possono aggiungerne di nuove. I metodi pubblici vengono ereditati dalla sottoclasse, ma quest'ultima può modificarli a seconda delle necessità; tale fenomeno è definito overriding.

## Esempio di utilizzo
Un esempio di utilizzo di una superclasse è una classe Veicolo con determinati metodi e variabili, dalla quale si estendono diverse classi come Macchina o Moto. Queste ultime ereditano le variabili ed i metodi di Veicolo ai quali si aggiungono le variabili e i metodi propri della classe. Le modalità con cui si rappresenta questo legame di ereditarietà variano a seconda del linguaggio usato.

## Java
Nella programmazione in Java le classi figlie ereditano i metodi e le variabili della superclasse. Nel caso in cui vi siano metodi o attributi con lo stesso nome e con gli stessi parametri nella superclasse e nella sottoclasse il metodo o attributo della sottoclasse sovrascrive quello della superclasse.

### Esempio
```
   
public
 
class
 
Veicolo
{

          
public
 
String
 
targa
;

          
public
 
int
 
cilindrata
;

         

          
public
 
Veicolo
(
String
 
targa
,
 
int
 
cilindrata
){

              
this
.
targa
=
targa
;

              
this
.
cilindrata
=
cilindrata
;

          
}

          
public
 
void
 
stampa
(){

              
System
.
out
.
println
(
"targa: "
+
targa
);
//stampo la targa

              
System
.
out
.
println
(
"cilindrata: "
+
cilindrata
);
//stampo la cilindrata

          
}

      
}

```

```
   
public
 
class
 
Macchina
 
extends
 
Veicolo
{
 
// creo la sottoclasse Macchina

          
public
 
int
 
numeroPorte
;

          
public
 
Macchina
(
int
 
cilindrata
,
 
String
 
targa
,
int
 
numeroPorte
){
//definisco il costruttore 

               
super
(
targa
,
cilindrata
);
//questa istruzione deve essere necessariamente la prima del costruttore

               
//con il costruttore vengono passati i valori dei parametri ricevuti in input

               
this
.
numeroPorte
=
numeroPorte
;
//passo il valore del parametro nella variabile dell'oggetto appena creato

          
}

          
public
 
void
 
stampa
(){

               
super
.
stampa
();
//richiamo il metodo stampa della superclasse

               
System
.
out
.
println
(
"numero porte: "
+
numeroPorte
);
//stampo il numero delle porte

          
}

      
}

```

In questo esempio, se viene richiamato il metodo stampa(); in base all'overriding, il risultato a video sarà comprende la targa, la cilindrata e il numero delle porte.